# Muszajrifat as-Samuk
Muszajrifat as-Samuk (arab. مشيرفة الساموك) – miasto w Syrii, w muhafazie Latakia. W 2004 roku liczyło 4000 mieszkańców.